# Бабаев, Атаджан
Атаджан Бабаев (туркм. Atajan Babayew; 1910 год, Мервский уезд, Закаспийская область, Туркестанский край, Российская империя — дата смерти неизвестна) — председатель колхоза «Сынпы-Гореш» Марыйского района Марыйской области, Туркменская ССР. Герой Социалистического Труда (1949). Депутат Верховного Совета Туркменской ССР 3 — 5 созывов.

## Биография
Родился в 1910 году в крестьянской семье в кишлаке, который сегодня называется как село Аджана Мамедова (Ajan Mämmedowa), Марыйский велаят.
С 1931 по 1941 года — мастер в колхозе имени Чкалова Марыйского района. Участвовал в Великой Отечественной войне. В 1943 году получил ранение и, демобилизовавшись, возвратился на родину.
С 1943 по 1945 года — начальник складов в колхозе имени Чкалова. В 1945 году назначен председателем колхоза «Сынпы-Гореш» Марыйского района. В 1947 году вступил в ВКП(б).
В 1948 году вывел колхоз в передовые сельскохозяйственные предприятия Марыйской области. Указом Президиума Верховного Совета СССР от 11 июня 1949 года за получение высокого урожая хлопка-сырца удостоен звания Героя Социалистического Труда с вручением ордена Ленина и золотой медали «Серп и Молот».
Избирался депутатом Верховного Совета Туркменской ССР 3 — 5 созывов.
С 1960 по 1970 года — бригадир садоводческой бригады в том же колхозе.
С 1968 года — персональный пенсионер союзного значения. Проживал в селе Аджана Мамедова Марыйского района.
Дата смерти не установлена.
Награды
- Герой Социалистического Труда
- Орден Ленина
- Орден Трудового Красного Знамени
- Медаль «За боевые заслуги» (17.02.1972)